# Jeandelaincourt
Jeandelaincourt é uma comuna francesa na região administrativa de Grande Leste, no departamento de Meurthe-et-Moselle. Estende-se por uma área de 4,47 km². Em 2010 a comuna tinha 810 habitantes (densidade: 181,2 hab./km²).